# Valcău de Sus
Valcău de Sus – wieś w Rumunii, w okręgu Sălaj, w gminie Valcău de Jos. W 2011 roku liczyła 825 mieszkańców.